# Shlomo Moussaieff (marchand de Boukhara)
Pour les articles homonymes, voir Shlomo Moussaieff et Moussaieff.
Shlomo Moussaieff, né en 1852 à Boukhara (aujourd'hui en Ouzbékistan) et mort en 1922 à Jérusalem, est un rabbin et marchand.

## Biographie
Riche marchand de thé et négociant immobilier dans sa ville natale, il émigre en Palestine lors de la Première Aliyah (1888). En 1891, il fait partie des Juifs de Boukhara qui fondent et bâtissent le nouveau quartier Boukharim à Jérusalem.
Il est le grand-père de Shlomo Moussaieff, richissime bijoutier et collectionneur d'antiquités, et l'arrière-grand-père de Dorrit Moussaieff, Première dame d'Islande, ainsi que de l'essayiste américain Jeffrey Moussaieff Masson.
Il est enterré au cimetière juif du mont des Oliviers à Jérusalem.